# Jons
Jons es una comuna francesa situada en el departamento del Ródano, de la región de Auvernia-Ródano-Alpes.

## Geografía
Jons es situada a orillas del río Ródano, a 20 km en el noreste de Lyon y en el límite con los departamentos de Ain y Isère.

## Demografía
| 311 | 385 | 528 | 663 | 1 001 | 1 094 | 1 210 | 1 297 | 1 456 |
| Para los censos de 1962 a 1999 la población legal corresponde a la población sin duplicidades (Fuente: INSEE [Consultar]) |     |     |     |       |       |       |       |       |